# Командний чемпіонат Європи із шахів 1977
6-й командний чемпіонат Європи з шахів
Фінал шостого командного чемпіонату Європи з шахів проходив від 13 до 24 квітня 1977 року в Москві. У ньому взяла участь 21 команда. Порядок проведення: 5 півфіналів (2-й, 3-й і 4-й півфінали проводилися в 1 коло, 1-й та 5-й — у 2) і фінал; до фіналу потрапляли команди, що посіли в півфіналі 1-е місце, з 2-го і 3-го півфіналу — 1-2-е місця.
Команда СРСР, переможець 5-го чемпіонату, допущена до фіналу без відбіркових змагань. У фіналі радянські шахісти виграли всі матчі й завоювали звання чемпіона Європи — 41½ очко. 2-е місце посіла команда Угорщини — 31 очко, 3-є — Югославії — 30.

## Півфінали

### 1-а група
- Англія — 33½ очка, Нідерланди — 31, Уельс — 18, Франція — 13½

### 2-я група
- Угорщина — 21½, Румунія — 20, Швейцарія — 16½, Данія — 13½, Бельгія — 8½

### 3-тя група
- Югославія — 17, Болгарія — 14½, Албанія — 8½, Австрія — 8

### 4-я група
- ЧРСР — 18½, Польща — 15½, Швеція — 14

### 5-а група
- ФРН — 37½, Ізраїль — 28½, Іспанія — 17½, Греція — 12½

## Фінал
| № | Команда        | 1  | 2  | 3  | 4  | 5  | 6  | 7  | 8  |  | + | − | = | Очки |
| - | -------------- | -- | -- | -- | -- | -- | -- | -- | -- |  | - | - | - | ---- |
| 1 | СРСР           |    | 6  | 6  | 5½ | 6  | 5½ | 6½ | 6  |  | 7 | 0 | 0 | 41½  |
| 2 | Угорщина       | 2  |    | 3½ | 5½ | 4  | 4½ | 5½ | 6  |  | 4 | 2 | 1 | 31   |
| 3 | Югославія      | 2  | 4½ |    | 5½ | 4½ | 5  | 3½ | 5  |  | 5 | 0 | 2 | 30   |
| 4 | Румунія        | 2½ | 2½ | 2½ |    | 5½ | 5½ | 5  | 5½ |  | 4 | 0 | 3 | 29   |
| 5 | Болгарія       | 2  | 4  | 3½ | 2½ |    | 5½ | 4½ | 3  |  | 2 | 4 | 1 | 25   |
| 6 | ФРН            | 2½ | 3½ | 3  | 2½ | 2½ |    | 6  | 5  |  | 2 | 5 | 0 | 25   |
| 7 | Чехословаччина | 1½ | 2½ | 4½ | 3  | 3½ | 2  |    | 4½ |  | 2 | 5 | 0 | 21½  |
| 8 | Англія         | 2  | 2  | 3  | 2½ | 5  | 3  | 3½ |    |  | 1 | 6 | 0 | 21   |

## Склади команд-призерів
| СРСР - Анатолій Карпов (+5 −0 =0) - Тигран Петросян (+1 −0 =5) - Лев Полугаєвський (+3 −0 =1) - Михайло Таль (+3 −0 =3) - Юрій Балашов (+3 −1 =2) - Юхим Геллер (+2 −0 =5) - Олег Романишин (+2 −1 =3) - Віталій Цешковський (+4 −0 =1) - Йосип Дорфман (+3 −0 =3) - Євген Свєшніков (+3 −0 =2) | Угорщина - Лайош Портіш (+3 −1 =3) - 3олтан Ріблі (+2 −0 =5) - Дьюла Сакс (+1 −2 =3) - Іштван Чом (+2 −2 =3) - Андраш Адор'ян (+1 −1 =5) - Іван Фараго (+2 −2 =2) - Ласло Вадас (+1 −0 =5) - Ласло Барцаї (+1 −1 =4) - Петер Лукач (+2 −0 =1) - Ласло Хазаї (+0 −0 =1) | Югославія - Любомир Любоєвич (+1 −3 =3) - Светозар Глігорич (+1 −1 =5) - Александр Матанович (+1 −1 =4) - Драголюб Велимирович (+3 −1 =3) - Бруно Парма (+1 −0 =5) - Борислав Івков (+1 −0 =6) - Енвер Букіч (+2 −1 =3) - Крунослав Хулак (+2 −2 =1) - Милорад Кнежевич (+1 −0 =3) - Срджан Марангунич (+0 −0 =1) |

## Найкращі результати по шахівницях і серед запасних учасників
- 1-а — Анатолій Карпов 5 очок із 5;
- 2-а — 3олтан Рібли — 4½ з 7;
- 3-а — Лев Полугаевський — 3½ з 4;
- 4-а — Михайло Таль — 4½ з 6;
- 5-а — Юрій Балашов і Людек Пахман — по 4 із 6;
- 6-а — Юхим Геллер — 4½ з 7;
- 7-а — Енвер Букіч, Ласло Вадас і Олег Романишин — по 3½ з 6;
- 8-а — Валерій Цешковський — 4½ з 5;
- 9-а — Йосип Дорфман — 4½ з 6;
- 10-а — Євген Свєшніков — 4 із 5.